# Tyrone Downie
Pour les articles homonymes, voir Downie.
Tyrone Downie, né le 20 mai 1956 à Kingston et mort le 6 novembre 2022 dans la même ville, est un claviériste, pianiste et organiste jamaïcain.

## Biographie

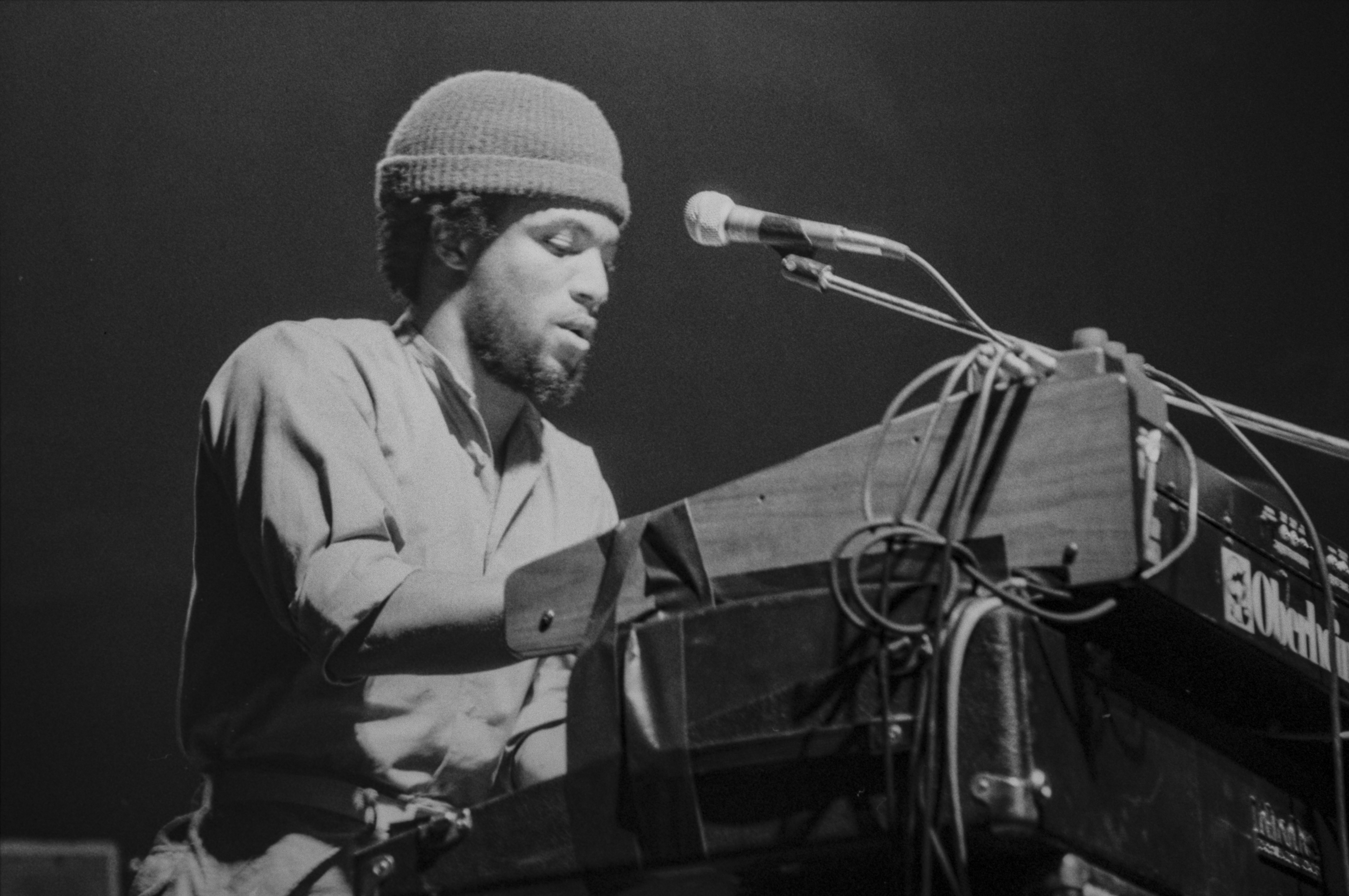
Tyrone Downie avec Bob Marley and The Wailers en 1980.

Tyrone Downie commence très jeune par jouer de l'orgue à l'église, puis fait partie des Wailers qui accompagnent Bob Marley jusqu'à sa mort en 1981.
Il a également joué, produit et composé pour un grand nombre d'artistes et groupes, dont Peter Tosh, Burning Spear, Sly & Robbie, Tiken Jah Fakoly, Lauryn Hill, Youssou N'Dour, Tom Tom Club, les Nèg' Marrons, Alpha Blondy, Ben Harper, Tonton David, Abdou Day, Big & The Free Band, Israel Vibration, Baster, les Naufragés et a notamment remixé Sergent Garcia (titre Medecine Man).
En 1983, Grace Jones lui dédie son titre My Jamaican Guy.